# パラキゆき
パラキ ゆき（PARAKI Yuki、1992年7月14日 - ）は、日本の女子ラグビーユニオン選手。旧姓『小野』。

## プロフィール
- ニュージーランドクライストチャーチ出身[3]。
- ポジションはスクラムハーフ(SH)。
- 身長 166cm、体重 65kg
- 兄の晃征は元ラグビー選手（元日本代表）。
- 女子日本代表キャップは1。（2023年5月現在）

## 略歴
21歳からラグビーを始めた。
クライストチャーチ・ガールズ・ハイスクール、カンタベリー大学を経て、2019年、ながとブルーエンジェルスに加入。
2023年5月28日に行われた女子アジアラグビーチャンピオンシップ2023決勝戦女子カザフスタン代表戦にて先発出場で女子日本代表初キャップを獲得して、デビュー戦でトライをあげた。